# Petymegformák

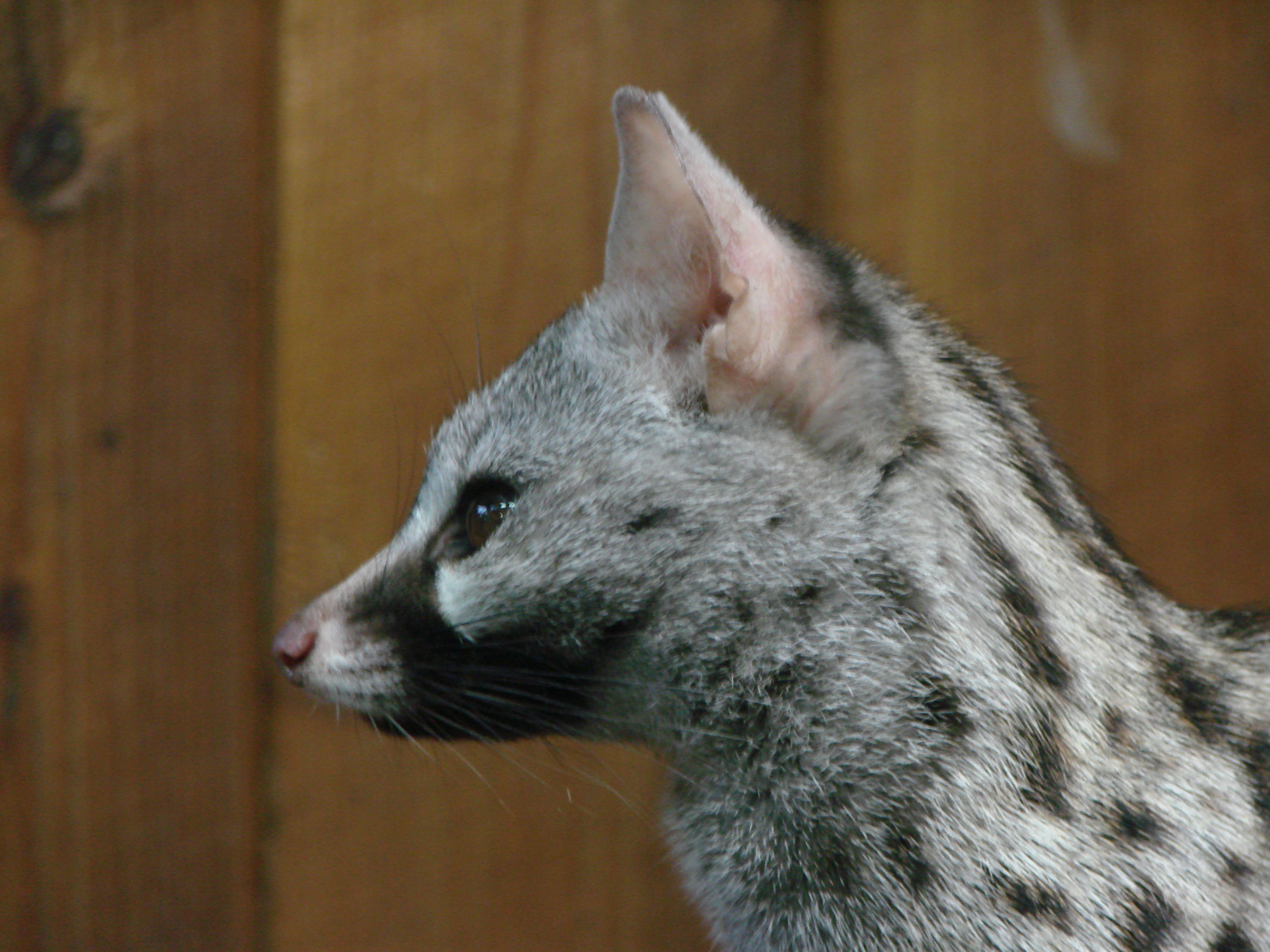
Sörényes petymeg (Genetta felina) portréja

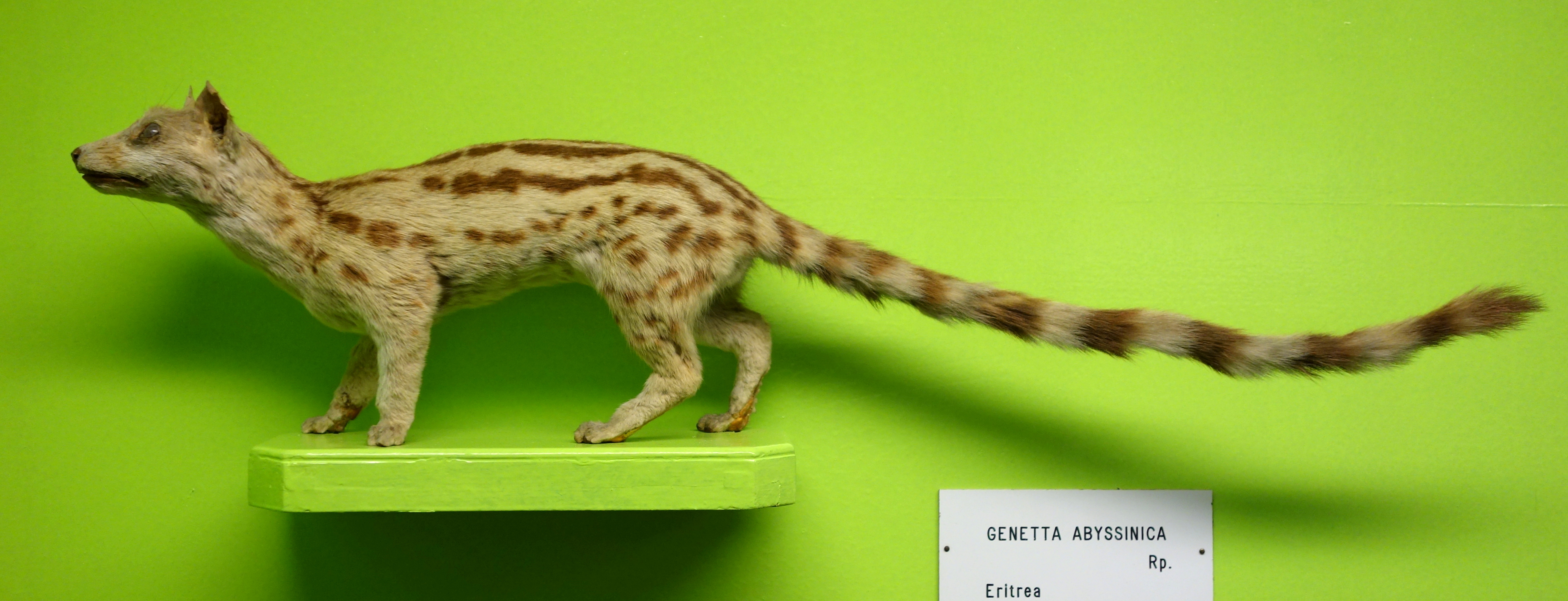
Kitömött abesszin petymeg (Genetta abyssinica)...

A petymegformák (Genettinae) az emlősök (Mammalia) osztályába, a ragadozók (Carnivora) rendjébe, a macskaalkatúak (Feliformia) alrendjébe és a cibetmacskafélék (Viverridae) családjába tartozó alcsalád. 
Két nemének 18 faját korábban a cibetmacskaformák (Viverrinae) alcsaládjába sorolták; újabban a petymegformák alcsaládjába tartoznak. 

## Rendszerezés
Az alcsaládba az alábbi 2 nem és 18 faj tartozik: 
- petymeg (Genetta) - 16 faj
  - Genetta alnem, 13 faj 
    - közönséges petymeg (Genetta genetta)
    - nagyfoltú petymeg (Genetta tigrina)
    - sörényes petymeg (Genetta felina)
    - rozsdafoltos petymeg (Genetta maculata)
    - párducpetymeg (Genetta pardina)
    - királypetymeg (Genetta poensis)
    - kisfoltú vagy szerválpetymeg (Genetta servalina)
    - angolai petymeg (Genetta angolensis)
    - óriáspetymeg (Genetta victoriae)
    - kalahári vagy Letaba-petymeg (Genetta letabae)  Archiválva 2021. július 27-i dátummal a Wayback Machine-ben
    - kontyos petymeg (Genetta cristata)
    - Schouteden-petymeg (Genetta schoutedeni)
    - Bourlon-petymeg (Genetta bourloni)

  - Pseudogenetta alnem, 2 faj
    - abesszin petymeg (Genetta abyssinica)
    - fakó petymeg (Genetta thierryi)

  - Paragenetta alnem, 1 faj
    - Johnston-petymeg (Genetta johnstoni)

  - Osbornictis alnem, 1 faj - egyes rendszerekben külön nemként tartják számon
    - vízi cibetmacska (Genetta piscivora vagy Osbornictis piscivora)
- afrikai tigrispetymeg (Poiana) - 2 faj
  - közép-afrikai pojána (Poiana richardsoni)
  - nyugat-afrikai pojána (Poiana leightoni)

## Fordítás
Ez a szócikk részben vagy egészben  a   Genettinae című német Wikipédia-szócikk ezen változatának fordításán alapul.  Az eredeti cikk szerkesztőit annak laptörténete sorolja fel. Ez a jelzés csupán a megfogalmazás eredetét és a szerzői jogokat jelzi, nem szolgál a cikkben szereplő információk forrásmegjelöléseként.